# Regina Fleszarowa
Regina Fleszarowa (28 de março de 1888 - 1 de julho de 1969) foi uma geógrafa, geóloga e bibliotecária polonesa que participou dos direitos das mulheres e atuou como senadora na Segunda República Polonesa entre 1935 e 1938. Estudando na Sorbonne, em 1913, recebeu o primeiro doutorado em ciências naturais concedido a uma polonesa. Considerada uma pioneira no estabelecimento das ciências da terra na Polônia, ela publicou mais de 100 trabalhos sobre a geografia e geologia do país. Sua bibliografia de 5 volumes sobre a história das ciências da terra na Polônia é considerada sua maior conquista. Ela foi premiada com a Bandeira de 1ª Classe da Ordem do Trabalho em 1960.

## Vida pregressa
Regina Zofia Danysz, nome polonês, nasceu em 28 de março de 1888 em Wiśniewo, no governo de Siedlce da Polônia russa, filha de Piotr Danysz. Seus pais eram donos de uma pequena propriedade em Brusów, onde ela foi criada e concluiu o ensino fundamental. Ela passou a estudar em Varsóvia e Kiev, antes de se mudar para Zurique em 1906. Concentrando sua educação em geografia,  Danysz mudou-se para Paris em 1907,  para assistir a palestras sobre geografia e geologia, participando de viagens de pesquisa durante as férias de semestre para as montanhas Tatra e Kujawy, que foram lideradas por Ludomir Sawicki. Em 1910, ela recebeu sua licenciatura em ciências da Universidade de Paris em 1910, continuando seus estudos de doutorado. Estudando com Eugeniusz Romer e Charles Vélain, ela preparou uma tese, Etude critique d'une carte ancienne de Pologne dresée par Stanislas Staszic (1806) (Estudo crítico de um antigo mapa da Polônia criado por Stanislas Staszic [1806]), que analisou seu mapa topográfico trabalho nas montanhas dos Cárpatos. No início de 1913, ela recebeu o primeiro PhD em ciências naturais concedido a uma mulher polonesa. 

## Carreira
A partir de 1912, Danysz lecionou topologia e foi ativo na Rifle Association, bem como nas legionárias femininas.  Ela começou sua carreira em 1913 trabalhando com Romer, que estava na Universidade de Lviv, compilando informações sobre a precipitação atmosférica em vários locais da Polônia. Enquanto trabalhava com Romer, ela conheceu um colega geólogo, Albin Fleszar, com quem ela se casaria mais tarde. Danysz e Romer publicaram suas descobertas em Varsóvia em 1913. Mudando-se para Zakopane por volta de 1915, ela se tornou ativa na imprensa pelos direitos das mulheres e atuou como presidente do Conselho de Mulheres em polonês/polaco:  Rady Polek), participando das convenções europeias do Conselho Internacional das Mulheres em Bruxelas, Dubrovnik e Edimburgo. Ela e Felszar se casaram e tiveram um filho, Mieczysław Albin. O casal trabalhou junto em pesquisas geológicas nas montanhas dos Cárpatos. Após a morte de seu marido em 1916, Fleszarowa e seu filho se mudaram para Varsóvia, onde ela trabalhou por um curto período no Ministério do Esclarecimento Público.  Em 1918, ela ajudou a fundar a Sociedade Geográfica em polonês/polaco:  Polskie Towarzystwo Geograficzne, PTG. 
Em 1919, Fleszarowa tornou-se bibliotecária do Instituto Geológico Nacional de Varsóvia  e adquiriu uma coleção de mais de 30.000 volumes durante sua gestão, que durou até a Segunda Guerra Mundial.  Ela simultaneamente continuou sua pesquisa, publicando artigos como Stanisław Staszic jako przyrodnik (Stanisław Staszic como naturalista, 1926) e Spis jaskiń krajowych (Lista de Cavernas Nacionais, 1933) em revistas científicas. Entre 1920 e 1939, Fleszarowa publicou 18 textos para a Bibliografia Geológica da Polônia. Ela também trabalhou como editora para Ziemia, o jornal da Sociedade Geográfica desde 1929.  Ao longo de sua vida, Fleszarowa publicou mais de 100 artigos sobre a história científica e geografia da Polônia,  incluindo a compilação de estudos de cientistas russos sobre Territórios poloneses, reunindo informações por meio de questionários sobre o trabalho geológico realizado durante a ocupação, bem como publicando um dicionário biográfico de geólogos poloneses.
Fleszarowa foi nomeada em 1935 para servir como senadora pelo Presidente da República Polonesa.  Durante seu mandato, ela se concentrou na organização formal de atividades científicas e na expansão dos direitos dos cidadãos.  Em 1937 foi organizadora do Clube Democrático de Varsóvia, atuando como seu vice-presidente e Partido da Aliança Democrática. Seu mandato no Senado terminou em 1938 e durante a ocupação da Polônia, ela se juntou ao movimento clandestino, participando do Exército da Pátria. Trabalhando no desenvolvimento de informação e propaganda para o Exército da Pátria, ela distribuiu mapas e publicou  literatura, estabelecendo um escritório editorial para escritos clandestinos.  Ela trabalhou para esconder judeus e liderou reuniões secretas de bibliotecários, liderando o esforço para esconder o arquivo da Associação de Bibliotecários Poloneses. Fugindo da cidade antes da Revolta de Varsóvia em 1944, Fleszarowa foi para Lublin e trabalhou como contato para o Comitê Polonês de Libertação Nacional . Em outubro de 1944, ela foi nomeada chefe do Departamento de Biblioteca do Ministério da Educação. 
Em 1945, ela atuou como co-fundadora na reorganização da Liga das Mulheres e foi nomeada para servir no Ministério das Relações Exteriores do governo do Partido Democrata. Participando de conferências de paz realizadas em Moscou, Paris, Potsdam e Praga, ela foi uma das cartógrafas que delineou a fronteira ocidental da Polônia. De 1945 a 1948, ela serviu na Câmara Municipal de Varsóvia.  Em 1951 ela começou a trabalhar no Museu da Terra da Academia Polonesa de Ciências .  Ela preparou uma bibliografia sobre a história das ciências da terra na Polônia, cobrindo um período de 200 anos,  antes de sua aposentadoria em 1958. Este trabalho foi sua "maior conquista científica", cobrindo material de meados do século XVIII até meados do século XX em 5 volumes.   Os primeiros volumes, publicados em 1957, cobriram o século XX e o último volume, publicado em 1966, cobriu o material até o final do século XIX, resumindo documentos encontrados nos registros publicados pelo Instituto Geológico Polonês.  Como ela se aposentou antes da publicação do segundo volume, outros editores trabalharam para concluir a publicação. 
Após sua aposentadoria, Fleszarowa continuou seu trabalho com a Liga das Mulheres e participando de reuniões da Academia Polonesa de Ciências, publicando trabalhos como o Materiałach i Studiach z Dziejów Nauki Polskiej (Materiais e Estudos de História da Ciência Polonesa) e dois estudos extensivos. Um deles avaliou o mapa geológico de 200 anos da Polônia por JS Guetard e o outro discutiu Varsóvia como foi descrito no Diário Fisiográfico entre 1881 e 1921. Em 1960, ela foi premiada com a Bandeira de 1ª Classe da Ordem do Trabalho. 

## Morte e legado
Fleszarowa morreu a bordo de um navio durante um cruzeiro no rio Vístula em 30 de junho  ou 1º de julho de 1969.  Ela foi enterrada no cemitério Powązki de Varsóvia.  Sua obra-prima na bibliografia sobre a história das ciências da terra foi complementada por cientistas posteriores e ela é vista como uma pioneira no estabelecimento do campo das ciências da terra na Polônia. 